# 細谷美友
細谷 美友（ほそや みゆ、6月19日）は、日本のタレントである。所属はシグマ・セブン。

## 人物
- 神奈川県出身
- 防災士を資格。謎解き、脱出ゲーム、ヨガ、筋トレが趣味。家族は5人で子供の頃からアイスを食べてる。ブラインドタッチが特技。

## 出演
- めざまし8（フジテレビ、花王生CM[注 1]）
- マツコ会議（日本テレビ、ナレーション）
- 行列のできる相談所（日本テレビ、ナレーション）
- 今夜くらべてみました（日本テレビ、ナレーション）
- 日立 世界・ふしぎ発見!（TBSテレビ、ナレーション）

### ゲーム
- ソロモンプログラム（魔女モルガン、魔王アルコド、エキ・エキキ）
- ブレス オブ ファイア6 白竜の守護者たち
- ORE'N（2024年 - 2025年、天使ジェット[1]、邪神サタ子[2]、冒険者アネル[3]）

## 公式サイト
- 細谷美友 プロフィール
- 細谷美友 (@miyuhosoya) - X（旧Twitter）
- MiyuHosoya (@miyuppo_yan) - Instagram